# ドゥー・メイク・セイ・シンク
ドゥ・メイク・セイ・シンク（Do Make Say Think）は、カナダのトロントで結成されたポストロック・バンド。バンドの特徴として、ジャズ的な流れを含むドラム、コードや管楽器、そして多人数の演奏者によって作り上げられる楽曲の壮大さが挙げられる。なお、すべての楽曲は楽器のみの演奏である。

## 略歴
1996年に、カナダのトロントで同じルームメイトであった、ジャスティン・スモール、ジェームズ・ペイメント、チャールズ・スピアリンが、簡単な録音機器を使用してパフォーマンスをしたのが始まりである。その後、メンバーは精力的に活動し、1997年に最初のフル・アルバムを自身で発表。アルバムはレコード会社（Constellation Records）に高く評価され、世界デビューを果たす。以後、4枚のアルバムと1枚のシングルを発表している。また、メンバーの一部はいくつかの違うバンドでも活動しており、ブロークン・ソーシャル・シーンはその中でも特に有名。

## メンバー

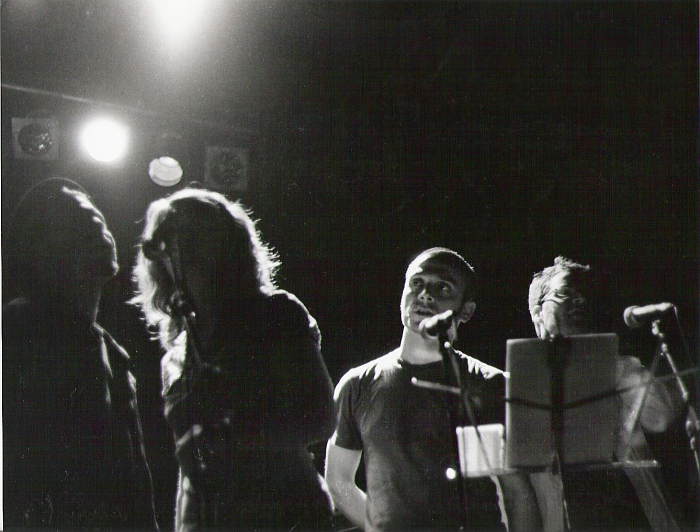
カナダのオンタリオ州トロントにあるフェニックス・コンサート・シアターでライブを行うドゥ・メイク・セイ・シンク（2007年10月）

### 現在のメンバー
- オハッド・ベンシェトリット (Ohad Benchetrit) – ギター、ベース、サクソフォーン、フルート
- デイヴィッド・ミッチェル (David Mitchell) – ドラム
- ジェームズ・ペイメント (James Payment) – ドラム
- ジャスティン・スモール (Justin Small) – ギター、ベース、キーボード
- チャールズ・スピアリン (Charles Spearin) – ベース、ギター、トランペット、コルネット
- ジュリー・ペナー (Julie Penner) – ヴァイオリン、トランペット
- マイケル・バース (Michael Barth) - トランペット
- アダム・マーヴィ (Adam Marvy) - トランペット
- ジュダ・ルービン (Judah Rubin) - トランペット
- キット・シュルター (Kit Schluter) - トランペット
- ロビンソン・ジェファース (Robinson Jeffers) - テルミン

### 旧メンバー
- ジェイソン・マッケンジー (Jason Mackenzie) – キーボード、エフェクト ※セカンド・アルバムの後に脱退
- ジェイ・ベアード (Jay Baird) – サクソフォーン
- ブライアン・クラム (Brian Cram) – トランペット

## ディスコグラフィ

### アルバム
- 『ドゥ・メイク・セイ・シンク』 - Do Make Say Think (1999年)
- 『グッドバイ・エネミー・エアシップ・ザ・ランドロード・イズ・デッド』 - Goodbye Enemy Airship the Landlord Is Dead (2000年)
- 『&イェット&イェット』 - & Yet & Yet (2002年)
- 『ウィンターヒム・カントリーヒム・シークレットヒム』 - Winter Hymn Country Hymn Secret Hymn (2003年)
- 『ユー、ユー・アー・ア・ヒストリー・イン・ラスト』 - You, You're a History in Rust (2007年)
- 『OTHER TRUTHS』 - Other Truths (2009年)
- Stubborn Persistent Illusions (2017年)

### EP
- Besides (1999年)
- 『The Whole Story Of Glory』 - The Whole Story of Glory (2008年) ※日本限定